# Ниу, Фредерик
Фредерик Ниу (фр. Frédéric Nihous, род. 15 августа 1967, Валансьен, Франция) — французский политический деятель, юрист. Кандидат в президенты Франции в 2007 году, на них он набрал 420 645 голосов (1,15 % от общего числа избирателей; 11 место).

## Политическая карьера
До 1995 года был членом Объединения в поддержку республики. В 1999 году стал председателем фракции партии «Охота, рыбалка, природа, традиции» в Европарламенте. В 2002 году возглавлял предвыборную кампанию партии на президентских выборах 2002 года. В 2007 году от этой партии принимал участие в президентских выборах во Франции, на которых он получил 420 645 голосов (1,15 % от общего числа избирателей) и занял предпоследнее место. С 14 января 2008 года лидер партии «Охота, рыбалка, природа, традиции», сменив на этом посту основателя партии Жан Сен-Жосса. В 2009 году в результате выборов в Европарламент его партия не смогла провести ни одного представителя, несмотря на то, что «Охота, рыбалка, природа, традиции» участвовала в коалиции совместно с движением за Францию. 17 июля 2011 года на съезде партии было принято решения о выдвижении кандидатуры Ниу на президентские выборы во Франции в 2012 году. Однако 22 февраля 2012 года поддержал кандидатуру действующего президента Франции Николя Саркози. 
Женат. Две дочери.